# (8569) Mameli
(8569) Mameli est un astéroïde de la ceinture principale.

## Description
(8569) Mameli est un astéroïde de la ceinture principale. Il fut découvert le 1er octobre 1996 à Colleverde par Vincenzo Silvano Casulli. Il présente une orbite caractérisée par un demi-grand axe de 2,23 UA, une excentricité de 0,13 et une inclinaison de 3,4° par rapport à l'écliptique.

## Compléments